# Maciej Formanowicz
Maciej Formanowicz (ur. 24 sierpnia 1949) – polski przedsiębiorca, założyciel i prezes zarządu Fabryk Mebli „Forte” z siedzibą w Ostrowi Mazowieckiej.

## Życiorys
Ojciec Mieczysław Franciszek Formanowicz (ur. 27.11.1917 w miejscowości Sieraków, zmarły 19.01.2017 r. w Poznaniu). Matka Hanna Formanowicz z d. Nielubowicz (ur. 22.02.1919, zmarła 16.04.1998 r.). Ma dwie córki: Magdalenę Marię Formanowicz i Marię Małgorzatę Formanowicz.
Ukończył studia na Wydziale Technologii Drewna Wyższej Szkoły Rolniczej w Poznaniu. Po ukończeniu studiów rozpoczął pracę w Wyszkowskiej Fabryce Mebli i Urządzeń Wnętrz. W latach 1978–1981 był dyrektorem technicznym FORMAT Sp. z o.o., a w latach 1981–1987 pełnił funkcję dyrektora naczelnego HASTE Sp. z o.o. z siedzibą w Obornikach Śląskich. W latach 1996–2009 pełnił funkcję Prezesa Polskiego Stowarzyszenia Producentów Mebli.

## Osiągnięcia i odznaczenia
Maciej Formanowicz znajduje się na liście 100 najbogatszych Polaków na 65. miejscu z majątkiem 592 mln zł (według rankingu Tygodnika Wprost rok 2017). Według magazynu Forbes jego majątek wynosi 664 mln zł. W 2015 r. przyznano mu nagrodę specjalną Przedsiębiorcy Roku (EY Poland).
W 1992 roku został mianowany Konsulem Honorowym Republiki Austrii we Wrocławiu i otrzymał Złotą Odznakę Honorową za zasługi dla Republiki Austrii.